# Остін Крайчек
Остін Крайчек (англ. Austin Krajicek) — американський тенісист, спеціаліст з парної гри, чемпіон Франції 2023 у чоловічому парному розряді.
Остін — далекий родич чемпіона Вімблдона Ріхарда Крайчека та його сестри Міхаели.

## Значні фінали

### Фінали турнірів Великого шолома

#### Парний розряд: 2 (1 титул)
| Результат | Рік  | Турнір      | Поверхня | Партнер    | Супротивники                    | Рахунок                 |
| --------- | ---- | ----------- | -------- | ---------- | ------------------------------- | ----------------------- |
| Поразка   | 2022 | French Open | Грунт    | Іван Додіг | Марсело Аревало Жан-Жульєн Роєр | 7–6(7–4), 6–7(5–7), 3–6 |
| Перемога  | 2023 | French Open | Грунт    | Іван Додіг | Сандер Жій Йоран Фліген         | 6–3, 6–1                |

### Фінали турнірів Masters 1000

#### Парний розряд: 4 (1 титул)
| Результат | Рік  | Турнір              | Поверхня | Партнер      | Супротивники                          | Score              |
| --------- | ---- | ------------------- | -------- | ------------ | ------------------------------------- | ------------------ |
| Поразка   | 2021 | Cincinnati Masters  | Хард     | Стів Джонсон | Марсель Гранольєрс Орасіо Себальйос   | 6–7(5–7), 6–7(5–7) |
| Поразка   | 2022 | Paris Masters       | Хард (з) | Іван Додіг   | Веслі Колгоф Ніл Скупскі              | 6–7(5–7), 4–6      |
| Поразка   | 2023 | Miami Open          | Хард     | Ніколя Маю   | Сантьяго Гонсалес Едуар Роже-Васселен | 6–7(4–7), 5–7      |
| Перемога  | 2023 | Monte-Carlo Masters | Грунт    | Іван Додіг   | Ромен Арнеодо Сам Вайссборн           | 6–0, 4–6, [14–12]  |

### Розіграш олімпійських медалей

#### Парний розряд: 1 (4-е місце)
| Результат | Рік  | Турнір                       | Поверхня | Партнер         | Супротивники               | Рахунок       |
| --------- | ---- | ---------------------------- | -------- | --------------- | -------------------------- | ------------- |
| 4-е місце | 2021 | Літня Олімпіада 2020, Японія | Хард     | Тенніс Сендгрен | Маркус Деніелл Майкл Вінус | 6–7(3–7), 2–6 |

## Фінали турнірів ATP

### Парний розряд: 32 (14 титулів, 18 поразок)
| Легенда                       |
| ----------------------------- |
| Турніри Великого шолома (1–1) |
| ATP Tour Masters 1000 (1–4)   |
| Summer Olympics (0–1)         |
| ATP Tour 500 (4–3)            |
| ATP Tour 250 (8–9)            |

| Фінали за покриттям |
| ------------------- |
| Тверде (6–13)       |
| Ґрунт (4–3)         |
| Трава (4–2)         |

| Результат | В-П   | Дата     | Турнір                                         | Tier         | Покриття   | Партнер            | Опоненти                              | Рахунок                    |
| --------- | ----- | -------- | ---------------------------------------------- | ------------ | ---------- | ------------------ | ------------------------------------- | -------------------------- |
| Поразка   | 0–1   | Січ 2016 | Maharashtra Open, Індія                        | 250 Series   | Тверде     | Бенуа Пер          | Олівер Марах Фабріс Мартен            | 3–6, 5–7                   |
| Поразка   | 0–2   | Лют 2018 | Ecuador Open, Еквадор                          | 250 Series   | Ґрунт      | Джексон Вітроу     | Ніколас Яррі Ганс Подліпнік Кастільйо | 6–7(6–8), 3–6              |
| Поразка   | 0–3   | Вер 2018 | Chengdu Open, КНР                              | 250 Series   | Тверде     | Джіван Недунчежіян | Іван Додіг Мате Павич                 | 2–6, 4–6                   |
| Перемога  | 1–3   | Жов 2018 | Кубок Кремля, Росія                            | 250 Series   | Тверде (i) | Ражів Рам          | Максим Мирний Філіпп Освальд          | 7–6(7–4), 6–4              |
| Поразка   | 1–4   | Бер 2019 | Abierto Mexicano TELCEL, Мексика               | 500 Series   | Тверде     | Артем Сітак        | Александр Зверєв Міша Зверєв          | 6–2, 6–7(4–7), [5–10]      |
| Перемога  | 2–4   | Чер 2019 | Rosmalen Grass Court Championships, Нідерланди | 250 Series   | Трава      | Домінік Інглот     | Маркус Даніелл Веслі Колгоф           | 6–4, 4–6, [10–4]           |
| Перемога  | 3–4   | Лип 2019 | Atlanta Open, США                              | 250 Series   | Тверде     | Домінік Інглот     | Боб Браян Майк Браян                  | 6–4, 6–7(5–7), [11–9]      |
| Поразка   | 3–5   | Сер 2019 | Los Cabos Open, Мексика                        | 250 Series   | Тверде     | Домінік Інглот     | Ромен Арнеодо Юго Нис                 | 5–7, 7–5, [14–16]          |
| Перемога  | 4–5   | Вер 2020 | Austrian Open Kitzbühel, Австрія               | 250 Series   | Ґрунт      | Франко Шкугор      | Марсель Гранольєрс Орасіо Себальйос   | 7–6(7–5), 7–5              |
| Поразка   | 4–6   | Лип 2021 | Hall of Fame Open, США                         | 250 Series   | Трава      | Вашек Поспішил     | Вільям Блумберґ Джек Сок              | 2–6, 6–7(3–7)              |
| Поразка   | 4–7   | Сер 2021 | Мастерс Цинциннаті, США                        | Masters 1000 | Тверде     | Стів Джонсон       | Марсель Гранольєрс Орасіо Себальйос   | 6–7(5–7), 6–7(5–7)         |
| Поразка   | 4–8   | Сер 2021 | Winston-Salem Open, США                        | 250 Series   | Тверде     | Іван Додіг         | Марсело Аревало Матве Мідделкоп       | 7–6(7–5), 5–7, [6–10]      |
| Перемога  | 5–8   | Тра 2022 | ATP Lyon Open, Франція                         | 250 Series   | Ґрунт      | Іван Додіг         | Максімо Гонсалес Марсело Мело         | 6–3, 6–4                   |
| Поразка   | 5–9   | Чер 2022 | Відкритий чемпіонат Франції з тенісу, Франція  | Grand Slam   | Ґрунт      | Іван Додіг         | Марсело Аревало Жан-Жульєн Роєр       | 7–6(7–4), 6–7(5–7), 3–6    |
| Поразка   | 5–10  | Сер 2022 | Washington Open, США                           | 500 Series   | Тверде     | Іван Додіг         | Нік Киріос Джек Сок                   | 5–7, 4–6                   |
| Поразка   | 5–11  | Жов 2022 | Firenze Open, Італія                           | 250 Series   | Тверде (i) | Іван Додіг         | Ніколя Маю Едуар Роже-Васслен         | 6–7(4–7), 3–6              |
| Перемога  | 6–11  | Жов 2022 | Napoli Cup, Італія                             | 250 Series   | Тверде     | Іван Додіг         | Меттью Ебден Джон Пірс (тенісист)     | 6–3, 1–6, [10–8]           |
| Перемога  | 7–11  | Жов 2022 | Swiss Indoors, Швейцарія                       | 500 Series   | Тверде (i) | Іван Додіг         | Ніколя Маю Едуар Роже-Васселен        | 6–4, 7–6(7–5)              |
| Поразка   | 7–12  | Лис 2022 | Мастерс Париж, Франція                         | Masters 1000 | Тверде (i) | Іван Додіг         | Веслі Колхоф Ніл Скупскі              | 6–7(5–7), 4–6              |
| Поразка   | 7–13  | Січ 2023 | Adelaide International, Австралія              | 250 Series   | Тверде     | Іван Додіг         | Марсело Аревало Жан-Жульєн Роєр       | Walkover                   |
| Перемога  | 8–13  | Лют 2023 | Rotterdam Open, Нідерланди                     | 500 Series   | Тверде (i) | Іван Додіг         | Роган Бопанна Меттью Ебден            | 7–6(7–5), 2–6, [12–10]     |
| Поразка   | 8–14  | Бер 2023 | Відкритий чемпіонат Маямі з тенісу, США        | Masters 1000 | Тверде     | Ніколя Маю         | Сантьяго Гонсалес Едуар Роже-Васселен | 6–7(4–7), 5–7              |
| Перемога  | 9–14  | Кві 2023 | Мастерс Монте-Карло, Монако                    | Masters 1000 | Ґрунт      | Іван Додіг         | Ромен Арнеодо Зам Вайсборн            | 6–0, 4–6, [14–12]          |
| Перемога  | 10–14 | Чер 2023 | French Open, Франція                           | Grand Slam   | Ґрунт      | Іван Додіг         | Сандер Жіє Йоран Вліґен               | 6–3, 6–1                   |
| Перемога  | 11–14 | Чер 2023 | Queen's Club Championships, Велика Британія    | 500 Series   | Трава      | Іван Додіг         | Тейлор Фріц Їржі Легечка              | 6–4, 6–7(5–7), [10–3]      |
| Поразка   | 11–15 | Чер 2023 | Eastbourne International, Велика Британія      | 250 Series   | Трава      | Іван Додіг         | Нікола Мектич Мате Павич              | 4–6, 2–6                   |
| Перемога  | 12–15 | Жов 2023 | China Open, КНР                                | 500 Series   | Тверде     | Іван Додіг         | Веслі Колхоф Ніл Скупскі              | 6–7(12–14), 6–3, [10–5]    |
| Поразка   | 12–16 | Бер 2024 | Dubai Tennis Championships, UAE                | 500 Series   | Тверде     | Іван Додіг         | Таллон Ґрікспор Ян-Леннард Штруфф     | 4–6, 6–4, [6–10]           |
| Поразка   | 12–17 | Бер 2024 | Miami Open, США                                | Masters 1000 | Тверде     | Іван Додіг         | Роган Бопанна Меттью Ебден            | 7–6(7–3), 3–6, [6–10]      |
| Поразка   | 12–18 | Сер 2024 | Теніс на Олімпійських іграх, Франція           | Olympics     | Ґрунт      | Ражів Рам          | Меттью Ебден Джон Пірс (тенісист)     | 7–6(8–6), 6–7(1–7), [8–10] |
| Перемога  | 13–18 | Чер 2025 | Stuttgart Open                                 | ATP 250      | Трава      | Сантьяго Гонсалес  | Алекс Мікелсен Ражів Рам              | 6–4, 6–4                   |
| Перемога  | 14–18 | Чер 2025 | Mallorca Championships, Іспанія                | ATP 250      | Трава      | Сантьяго Гонсалес  | Юкі Бгамбрі Роберт Ґалловей           | 6−1, 1−6, [15−13]          |